# 田村顕寛
田村 顕寛（たむら あきひろ、万治2年（1659年） - 元禄9年7月4日（1696年8月1日））は、江戸時代中期の旗本寄合席。一関藩主家田村家分家の旗本田村家初代当主。諱は宗辰（むねとき）、顕寛。幼名は七郎、通称は主殿。父は田村宗良、母は仙台藩士の山口重如の娘。兄は田村建顕。弟は田村顕始、田村顕普、田村宗常。実子は娘（建顕養女、永井尚品（修理）の婚約者）のみ。

## 生涯
当時栗原郡岩ヶ崎領主で、後に岩沼藩主となる田村宗良の三男として出生した。母は『寛政重修諸家譜』では山口重如の娘とする。延宝2年（1674年）に徳川家綱に初御目見を済ます。延宝6年（1678年）に父が死去する。次兄の建顕が家督を相続し、岩沼藩主、次いで一関藩主となる。建顕が諱を「宗永」と称していた頃から舎弟の一人として武鑑に登場しており、天和3年（1683年）刊行の武鑑に「御二男　田村主殿　殿」の記載がある。
元禄7年（1694年）8月21日に兄の建顕より蔵米700俵の内分分知を受けて分家し、旗本寄合席に列する。元禄9年（1696年）に兄に先立って死去する。享年38。法名は自牧。墓所は芝東禅寺。
実子は娘1人のみのため、末期養子として弟の顕始が跡を継いだ。娘は建顕の養女となって永井尚品（修理）と婚約するが早世した。